# Свистовка (Тульская область)
Свистовка — деревня в Воловском районе Тульской области России.
В рамках административно-территориального устройства входит в Борятинский сельский округ Воловского района, в рамках организации местного самоуправления включается в Турдейское сельское поселение.

## География
Расположена при впадении реки Сухая Плота в  Турдей, в 21 км к юго-востоку от районного центра, посёлка городского типа Волово, и в 96 км к юго-востоку от областного центра, г. Тулы.
К востоку от деревни проходит федеральная автотрасса М4 «Дон».

## Население
| 2002 | 2010 |
| ---- | ---- |
| 302  | ↘263 |